# Wolfgang Motz

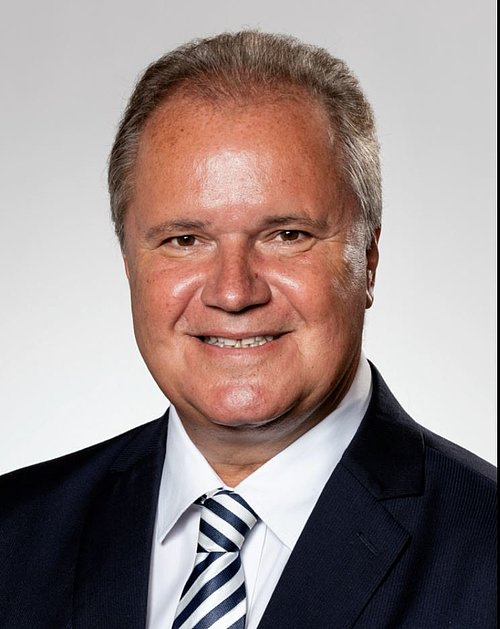
Wolfgang Motz (2020)

Wolfgang Motz (* 20. Februar 1963 in Wien) ist ein österreichischer Politiker (SPÖ). Motz war von 1998 bis 2008 Abgeordneter zum Landtag von Niederösterreich.
Seit 2016 ist Motz stellvertretender Landesvorsitzender des Bund sozialdemokratischer AkademikerInnen Niederösterreich (BSA NÖ).

## Ausbildung und Beruf
Motz absolvierte nach der AHS Matura ein Studium der Rechtswissenschaften an der Universität Wien, das er mit dem akademischen Grad Mag. jur 1986 abschloss. Nach dem Studium absolvierte er die Gerichtspraxis am Oberlandesgericht Wien. Seit 1988 ist er im Verbund-AG-Konzern im HR-Bereich tätig, wobei er verschiedene leitende Funktionen innehatte, unter anderen als Personalchef der Austrian Power Grid AG.
Seit 2017 ist Motz als fachkundiger Laienrichter in Arbeits- und Sozialrechtsangelegenheiten am Landesgericht Salzburg tätig.

## Politik und Funktionen
Motz wurde erstmals im März 1997 zum Vorsitzenden der SPÖ Langenzersdorf gewählt. Diese Vorsitzendenfunktion hatte er zunächst bis April 2008 inne. Zwischen 1997 und 2008 war er als geschäftsführender Gemeinderat in Langenzersdorf aktiv und unter anderem für das Erholungsgebiet Seeschlacht zuständig. Zudem vertrat er die Sozialdemokratische Partei Österreichs zwischen dem 16. April 1998 und dem 10. April 2008 im Niederösterreichischen Landtag, wobei er die Funktion des SPÖ-Energiesprechers, SPÖ-Wirtschaftssprechers und des SPÖ-Europasprechers innehatte.
Neben seiner Rolle als Landtagsabgeordneter war Motz von 1998 bis 2008 als Mitglied des Landesparteipräsidiums der SPÖ NÖ und Bezirksvorsitzender-Stv. der SPÖ Korneuburg aktiv. Ferner gehörte er im selben Zeitraum dem Kuratorium der NÖ Landesakademie an und engagierte sich von auf ehrenamtlicher Basis als Vorstandsmitglied der Euregio Weinviertel-Südmähren-Westslowakei.
Wie bereits 2003 trat Motz auch bei der Landtagswahl 2008 als Listenerster im Bezirk Korneuburg an und erzielte die meisten Vorzugsstimmen aller SPÖ-Kandidaten im Wahlkreis Korneuburg. Nachdem die SPÖ im Bezirk kein Direktmandat erreichen konnte und seitens der SPÖ NÖ Karin Kadenbach das Landtagsmandat zugeteilt wurde, schied Motz unfreiwillig aus dem Landtag aus. Er legte daraufhin seine Funktionen in der SPÖ-Bezirkspartei Korneuburg nieder.
In Folge der Gemeinderatswahl 2015, die für die SPÖ Langenzersdorf erfolglos verlaufen ist, wurde er von der Partei zurückgeholt und, wie 1997 bis 2008, erneut zum Vorsitzenden der SPÖ Langenzersdorf gewählt.
Bei der Gemeinderatswahl in Langenzersdorf 2020 trat Motz als Spitzenkandidat an. Unter geändertem Parteinamen „Die NEUE SPÖ Langenzersdorf“ erreichte Motz gemeinsam mit überwiegend neuen Kandidaten drei Mandate und wurde in der konstituierenden Gemeinderatssitzung zum geschäftsführenden Gemeinderat und Vorsitzenden des Grünanlagenausschusses gewählt. In dieser Funktion ist er, nach dem Zeitraum von 1997 bis 2008, erneut unter anderem für das Erholungsgebiet Seeschlacht ressortverantwortlich.
Seit 2016 ist Motz stellvertretender Landesvorsitzender des BSA NÖ (Bund sozialdemokratischer AkademikerInnen Niederösterreich) und gründete 2017 im Bezirk Korneuburg den BSA Korneuburg (Bund sozialdemokratischer AkademikerInnen Korneuburg), den er seither als Vorsitzender leitet.
2021 wurde Motz erneut zum stellvertretenden Bezirksvorsitzenden der SPÖ Korneuburg gewählt.
Im Zuge der Mitgliederversammlung wurde er 2023 in seiner Funktion als Parteivorsitzender der SPÖ Langenzersdorf einstimmig bestätigt.

## Auszeichnungen
- 2008: Großes Silbernes Ehrenzeichen für Verdienste um die Republik Österreich[15]
- 2008: Silberner Ehrenring der Marktgemeinde Langenzersdorf
- 2008: Silbernes Ehrenzeichen des NÖ Jagdverbandes
- 2023: Ehrenbruch in Bronze des NÖ Jagdverbandes[16]